# Intermarché-Circus-Wanty/2023
Deze pagina geeft een overzicht van de Intermarché-Circus-Wanty-wielerploeg in 2023.

## Algemeen
Algemeen Manager: Jean Francois Bourlart
Technisch directeur: Hilaire Van der Schueren
Ploegleiders: Dimitri Claeys, Lorenzo Lapage, Valerio Piva, Ioannis Tamouridis, Frederik Veuchelen, Kévin Van Melsen, Pieter Vanspeybrouck, Aike Visbeek
Fietsen: CUBE

## Renners
| Naam                | Geboortedatum | Nationaliteit | Ploeg 2022                |
| ------------------- | ------------- | ------------- | ------------------------- |
| Niccolò Bonifazio   | 29-10-1993    | Italië        | TotalEnergies             |
| Sven Erik Bystrøm   | 21-01-1992    | Noorwegen     |                           |
| Lilian Calmejane    | 06-12-1992    | Frankrijk     | AG2R-Citroën              |
| Rui Costa           | 05-15-1986    | Portugal      | UAE Team Emirates         |
| Aimé De Gendt       | 17-06-1994    | België        |                           |
| Dries De Pooter     | 8-11-2002     | België        | Hagens Berman Axeon       |
| Biniam Girmay       | 02-04-2000    | Eritrea       |                           |
| Kobe Goossens       | 29-04-1996    | België        |                           |
| Rune Herregodts     | 27-07-1998    | België        | Sport Vlaanderen-Baloise  |
| Laurens Huys        | 24-09-1998    | België        |                           |
| Julius Johansen     | 13-09-1999    | Denemarken    |                           |
| Arne Marit          | 21-01-1999    | België        | Sport Vlaanderen-Baloise  |
| Louis Meintjes      | 21-02-1992    | Zuid-Afrika   |                           |
| Madis Mihkels       | 31-05-2003    | Estland       | Team Ampler-Tartu2024     |
| Hugo Page           | 24-07-2001    | Frankrijk     |                           |
| Tom Paquot          | 22-09-1999    | België        | Bingoal Pauwels Sauces WB |
| Simone Petilli      | 04-05-1993    | Italië        |                           |
| Adrien Petit        | 26-09-1990    | Frankrijk     |                           |
| Baptiste Planckaert | 28-09-1988    | België        |                           |
| Laurenz Rex         | 15-12-1999    | België        | Bingoal Pauwels Sauces WB |
| Lorenzo Rota        | 23-05-1995    | Italië        |                           |
| Dion Smith          | 03-03-1993    | Nieuw-Zeeland | Team BikeExchange-Jayco   |
| Rein Taaramäe       | 24-04-1987    | Estland       |                           |
| Mike Teunissen      | 25-08-1992    | Nederland     | Jumbo-Visma               |
| Gerben Thijssen     | 21-06-1998    | België        |                           |
| Taco van der Hoorn  | 12-04-1993    | Nederland     |                           |
| Boy van Poppel      | 18-01-1988    | Nederland     |                           |
| Loïc Vliegen        | 20-12-1993    | België        |                           |
| Georg Zimmermann    | 11-10-1997    | Duitsland     |                           |

### Vertrokken
| Naam               | Geboortedatum | Nationaliteit | Ploeg 2023                                |
| ------------------ | ------------- | ------------- | ----------------------------------------- |
| Jan Bakelants      | 14-02-1986    | België        | Gestopt                                   |
| Dimitri Claeys     | 18-06-1987    | België        | Gestopt                                   |
| Théo Delacroix     | 21-02-1999    | Frankrijk     | Saint Michel-Mavic-Auber 93               |
| Tom Devriendt      | 29-10-1991    | België        | Q36.5 Pro Cycling Team                    |
| Quinten Hermans    | 29-07-1995    | België        | Alpecin-Deceuninck                        |
| Jan Hirt           | 21-01-1991    | Tsjechië      | Soudal-Quick Step                         |
| Alexander Kristoff | 05-07-1987    | Noorwegen     | Uno-X Pro Cycling Team                    |
| Andrea Pasqualon   | 02-01-1988    | Italië        | Bahrain-Victorious                        |
| Barnabás Peák      | 29-11-1998    | Hongarije     | Human Powered Health                      |
| Domenico Pozzovivo | 30-11-1982    | Italië        | Israel-Premier Tech                       |
| Corné van Kessel   | 07-08-1991    | Nederland     | Team Deschacht-Group Hens-Containers Maes |
| Kévin Van Melsen   | 01-04-1987    | België        | Gestopt                                   |

## Overwinningen
| Nationale kampioenschappen wielrennen Estland - tijdrit: Rein Taaramäe Trofeo Calvià Rui Costa Trofeo Andratx - Mirador D'es Colomer Kobe Goossens Trofeo Serra de Tramuntana Kobe Goossens Ronde van Valencia 1e etappe: Biniam Girmay 5e etappe: Rui Costa Eindklassement: Rui Costa Grote Prijs Jean-Pierre Monseré Gerben Thijssen | Dorpenomloop Rucphen Laurenz Rex * Bredene Koksijde Classic Gerben Thijssen Ronde van Sicilië 2e etappe: Niccolò Bonifazio Ploegenklassement: *1) Ronde van Noorwegen 1e etappe: Mike Teunissen Ronde van Limburg Gerben Thijssen Critérium du Dauphiné 6e etappe: Georg Zimmermann Ronde van Zwitserland 2e etappe: Biniam Girmay | Ronde van de Ain Bergklassement: Lilian Calmejane Ronde van de Limousin-Nouvelle-Aquitaine 4e etappe: Hugo Page Renewi Tour 3e etappe: Mike Teunissen Ronde van Duitsland 3e etappe: Madis Mihkels Ronde van Spanje 15e etappe: Rui Costa Omloop van het Houtland Gerben Thijssen Japan Cup Rui Costa |

* als gastrenner bij Circus-ReUz-Technord (het opleidingsteam van Intermarché-Circus-Wanty)
*1) Ploeg Ronde van Sicilië: Bonifazio, Goossens, Meintjes, Petilli + Aerts en Kuypers (renners van Circus-ReUz-Technord)
2008 · 2009 · 2010 · 2011 · 2012 · 2013 · 2014 · 2015 · 2016 · 2017 · 2018 · 2019 · 2020 · 2021 · 2022 · 2023 · 2024 · 2025
AG2R-Citroën · Alpecin-Deceuninck · Astana Qazaqstan · Bahrain Victorious · BORA-hansgrohe · Cofidis · EF Education-EasyPost · Groupama-FDJ · INEOS Grenadiers · Intermarché-Circus-Wanty  · Jumbo-Visma · Movistar Team · Soudal-Quick Step · Team Arkéa Samsic · Team DSM · Team Jayco AlUla · Trek-Segafredo · UAE Team Emirates